# Onthophagus cruciger
Onthophagus cruciger är en skalbaggsart som beskrevs av Macleay 1888. Onthophagus cruciger ingår i släktet Onthophagus och familjen bladhorningar. Inga underarter finns listade i Catalogue of Life.